# Karl Rask
Karl Artur Rask (i riksdagen kallad Rask i Bredaryd), född 3 februari 1911 i Anderstorps församling, död 3 september 1994 i Bredaryds församling, var en svensk politiker (s).
Rask var ledamot av riksdagens andra kammare 1957–1958 och 1961–1976, invald i Jönköpings läns valkrets. Rask slutade folkskolan 1924 och anställdes vid Bredaryds Mekaniska Verkstad där han var verksam i gjuteriet till 1929. Då startades Bredaryds Nya Gjuteri av Karl Rasks far Johan Rask, dennes bror Gustav Rask och Gustav Larsson (far till förre finansministern Allan Larsson). Karl Rask arbetade i gjuteriet till 1933. Under 1933–1934 var han elev på arbetarrörelsens folkhögskola i Brunnsvik och 1935–1936 på Viskadalens Folkhögskola. Därefter följde ett antal år som järngjutare, Oxelösunds Järnverk 1937–1939, Elge-Verken i Linköping 1939–1940 och Dan Bergman i Södertälje 1940–1941. Sedan återvände Rask till Bredaryd och gifte sig 1942 med Gurli f. Johansson. I slutet av 1940-talet övertog Rask sin fars andel i Bredaryds Nya Gjuteri och var delägare fram till att rörelsen lades ned i början av 1990-talet. Karl Rask var från tidiga år engagerad i folkrörelserna SSU, IOGT, Konsum, Bredaryds föreläsningsförening och Bredaryds Folkets park. Han var ordförande i skolstyrelsen och ledamot i Bredaryds kommunalfullmäktige och i Jönköping läns landsting. Han var också ledamot i styrelsen i Företagarföreningen i Jönköpings län och i Domstolsverket.